# Bernardo Porta
Pour les articles homonymes, voir Porta (homonymie).
Bernardo Porta est un compositeur d'opéra italien né à Rome en 1758 et mort à Paris le 11 juin 1829.

## Biographie
Après avoir appris la composition auprès de Magrini, il devient maître de chapelle à Tivoli. Revenu dans sa ville natale, le prince de Salm Constantin Alexandre, prélat de Rome, le prend à son service. De cette époque date son premier opéra La Princesse d'Amalfi composé pour le théâtre Argentina, qui ne connait pas le succès.
Il arrive à Paris en 1788 et donne au théâtre Italien Le diable à quatre ou la double métamorphose. Sous la Révolution, il compose Agricol Viala, ou Le héros de 13 ans créé au théâtre de l'Opéra, une pièce glorifiant un martyr de la république. Son œuvre la plus célèbre est Les Horaces d'après la pièce de Corneille, et dont une scène rend hommage au tableau le Serment des Horaces peint par Jacques Louis David, ami  du compositeur. Elle doit sa célébrité à la conspiration des poignards, une tentative de complot d'assassinat contre le premier Consul Napoléon Bonaparte, au moment où celui-ci assistait à la première représentation. En 1804 il compose son dernier opéra Le connétable de Clisson, œuvre considérée comme médiocre par les  critiques, et qui n'aura aucun succès.
Il écrit aussi des messes, des motets, des oratorios, ainsi que de la musique instrumentale : six duos pour deux violoncelles, deux trios, trois quatuors pour flûte, violon, alto et basse, des quintettes. Il fut aussi maître de chant. Il mourut le 11 juin 1829 du choléra.

## Opéras
- 1780 : La Princesse d'Amalfi
- 1788 : Le Diable à quatre ou la Double Métamorphose
- 1791 : Pagamin
- 1793 : La Blanche Haquenée
- 1793 : Alexis et Rosette, ou les Houlans
- 1794 : La Réunion du 10 août, ou l'Inauguration de la République
- 1794 : Agricol Viala, ou le Héros de 13 ans
- 1797 : Le Pauvre Aveugle, ou la Chanson savoyarde
- 1797 : L'Oracle
- 1798 : Le Prisonnier français, ou le Bienfait récompensé
- 1800 : Deux morts qui se voient
- 1800 : Les Deux Statues
- 1800 : Les Horaces
- 1802 : Le Vieux de la montagne
- 1804 : Le Connétable de Clisson